# Greenidea prunicola
Greenidea prunicola är en insektsart. Greenidea prunicola ingår i släktet Greenidea och familjen långrörsbladlöss. Inga underarter finns listade i Catalogue of Life.